# بانوفيتشي
بانوفيتشي (بالإنجليزية: Banovići)‏ هي مدينة وبلدية تقع في كانتون توزلا في اتحاد البوسنة والهرسك. يبلغ عدد سكانها 23431 نسمة وذلك حسب إحصائيات سنة 2013م. تبلغ مساحتها 185 كم². وهي كيان من البوسنة والهرسك تقع في شمال شرق البلاد. بدأ تطويرها بصورة مكثفة مع بناء السكة الحديدية (بركو-بانوفيتشي) في عام 1946. بسبب جودة الفحم البني الموجود فيها فهي معروف في جميع أنحاء أوروبا.

## الجغرافيا
تقع بلدية بانوفيتشي على سفح جبل كونجوه (بالإنجليزية: Konjuh)‏. وقد بنيت البلدة على سواحل نهر ليتفا (بالإنجليزية: Litva)‏. يبلغ متوسط ارتفاعها فوق مستوى سطح البحر 332 متراً. مساحة البلدية 185 كيلومتراً مربعاً وتشمل المستوطنات التالية: بوروفاك وبانوفيسي سيلو وشاتشي وميليسي وميرجان وريبنيك وبودغوريي وغريفيس وتريشتينيكا دونيا وتريشتينيكا غورنجا وتولوفيتشي وأوسكوفا وزيلجوفا وأومازيسي ولوزنا وسونا وبريبتوفكسي وستريببينيكا وغورنيي بوزيك. ووفقاً لإحصاء عام 1991 فقد كان هناك 26,507 نسمة، 72٪ من البوشناق، 17٪ من الصرب، 2٪ من الكروات، 9٪ من غيرهم. ووفقا لبعض التقديرات في عام 2000 يبلغ عدد سكان بانوفيتشي حوالي 29,000 نسمة، وعدد كبير منهم من اللاجئين.

## التركيبة السكانية
| سكان بلدية بانوفيتشي |                 |                 |                 |                 |
| سنة التعداد          | 1971            | 1981            | 1991            | 2013            |
| البوشناق             | 14,409 (70.86%) | 16,440 (68.94%) | 19,162 (72.06%) | 21,374 (93.85%) |
| الصرب                | 4,441 (21.84%)  | 4,046 (16.96%)  | 4,514 (16.97%)  | 237 (1.04%)     |
| الكروات              | 919 (4.51%)     | 728 (3.05%)     | 550 (2.06%)     | 284 (1.24%)     |
| اليوغوسلاف           | 363 (1.78%)     | 2,255 (9.45%)   | 1,928 (7.25%)   | 0.00 (0.005%)   |
| غير معروف، أخرى      | 202 (0.99%)     | 377 (1.58%)     | 436 (1.63%)     | 778 (3.41%)     |
| مجموع                | 20,334          | 23,846          | 26,590          | 22,773          |

## وصلات خارجية
- الموقع الرسمي